# Facsemeték (film)
A  Facsemeték, (grúzul: ნერგები), 1972-es fekete-fehér grúz filmdráma, amelyet Rezo Cseidze rendezett. A főszerepet Ramaz Cshikvadze játssza. A filmet először 1973-ban mutatták be a Szovjetunióban. A film bekerült a 8. Moszkvai Nemzetközi Filmfesztiválra, ahol Ramaz Cshikvadze a színészi  alakításáért díjat kapott.

## Történet
A kis grúz hegyi faluban az idős nagypapa, Luka elhatározza, hogy felújítja a gyümölcsöskertjét, és unokájával Kahával együtt hosszú útra indul, hogy facsemetéket hozzon és megkeressen egy különösen ritka, ősi grúz körtefajtát, a hecsecsurit. Az öreg szeszélye sokakat meglep, mert hiszen Luka is jól tudja, hogy életében már nem fogja tudni megízlelni a termőre forduló fa finom gyümölcsét. A nagypapa és az unoka a hosszú út során sokféle emberrel találkozik, Végük megtalálják a ritka körtefajta termesztőjét, aki kezdetben nem akar nekik adni a csemetéiből. Ám Luka kisunokájának Kahának a gyümölcsfák fajtáinak ismerete  és az a szeretet,, ahogyan beszél róluk, miközben megcsodálja a kertészetet, meggyőzik az öreg termesztőt, hogy jó helyre kerülnek a körtefácskák, és kapnak csemetéket az öregtől. Hazafelé is hosszú az út, nem érnek haza a kisfákkal – útközben, hogy el ne sorvadjanak. Luka a kis körtefák egy részét az út szélére ülteti, a többit pedig feláldozza, hogy megmentsen egy teherautót, az esős, sáros, kátyúkkal teli  csúszós, rossz minőségű hegyi úton az árokba csúszástól – a kerekek alá helyezi a kis facsemetéket, és így megmenti a szakadékba zuhanástól a járművet és a sofőrt.  .

## Szereplők
- Ramaz Cshikvadze – Luka, nagyapó
- Misa (Misiko) Meszhi – Kaha, Luka unokája (Kahaber)
- Meri Corell – Elizabet, nagymama
- Szeszilia Takaisvili – Cicino
- Zeinab Bocvadze – Kaha anyja
- Zurab Kafianidze – Guardian
- Miheil Vasadze – Datesidze
- Szerafim Sztrelkov – Mr. Fletcher
- Kahi Kavszadze – David
- Zurab Laperadze
- Dzsemal Gaganidze – szállodai portás
- Lia Kapanadze – özvegy
- Bondo Goginava – Bondoia
- Meri Ergnel
- Levan (Leo) Szohasvili
- Nina Manstalirova
- Neda Gambarasvili
- Gela Csarkviani – amerikai turista
- Givi Tohadze
- Gocsa Lomia –  teherautósofőr
- Irakli Kokrasvili – paraszt
- Ervin Knausmüller – amerikai turista
- Zozo (Jason) Bakradze – buszsofőr